# فهرست اسرائیلی‌های برنده جایزه نوبل
از سال ۱۹۶۶، سیزده اسرائیلی برنده جایزه نوبل شده‌اند که معتبرترین جایزه در زمینه‌های مختلف از جمله شیمی، اقتصاد، ادبیات و صلح است. اسرائیل از نظر تعداد جایزه نوبل بقرار هر نفری ، بالاتر از آلمان، ایالات متحده و فرانسه قرار دارد. اسرائیل از نظر تعداد برندگان جایزه نوبل، از هند، چین و اسپانیا پیشی گرفته است. اسرائیل در رتبه یازدهم تعداد جایزه نوبل به بقرار هر نفری  قرار دارد، درست بعد از بریتانیا در رتبه دهم. اگر تنها برندگان جایزه نوبل در زمینه‌های علمی در نظر گرفته شوند، اسرائیل در رتبه سیزدهم تعداد جایزه نوبل  بقرار هر نفری  قرار دارد، درست بعد از آلمان در رتبه یازدهم و ایالات متحده در رتبه دوازدهم.

## برندگان
| سال  | برنده(ها)                   | جایزه                          |
| ---- | --------------------------- | ------------------------------ |
| ۱۹۶۶ | شموئل یوسف آگنون            | جایزه نوبل ادبیات              |
| ۱۹۷۸ | مناخم بگین                  | جایزه صلح نوبل                 |
| ۱۹۹۴ | شیمون پرز اسحاق رابین       | صلح                            |
| ۲۰۰۲ | دنیل کانمن                  | جایزه یادبود نوبل علوم اقتصادی |
| ۲۰۰۴ | هارون تسیخانوور افرام هرشکو | جایزه نوبل شیمی                |
| ۲۰۰۵ | روبرت اومان                 | اقتصاد                         |
| ۲۰۰۹ | عادا یونات                  | شیمی                           |
| ۲۰۱۱ | دن شختمن                    | شیمی                           |
| ۲۰۱۳ | مایکل لویت آریه وارشل       | شیمی                           |
| ۲۰۲۱ | جاشوا آنگریست               | اقتصاد                         |